# Districtul North-West, Botswana
Districtul North-Wast este o unitate administrativă de gradul I  a Botswanei. Reședința sa este localitatea Maun.